# Stasin (województwo wielkopolskie)
Stasin – przysiółek w Polsce położona w województwie wielkopolskim, w powiecie rawickim, w gminie Jutrosin.
W latach 1975–1998 miejscowość należała administracyjnie do województwa leszczyńskiego.